# Pokorny László
Pokorny László (Marosvásárhely, 1953. április 9. –) erdélyi magyar gyógyszerész.

## Életútja
Középiskoláit szülővárosában végezte (1972), majd az Marosvásárhelyi Orvosi és Gyógyszerészeti Egyetem Gyógyszerészeti Karán szerzett diplomát (1977), 1996-ban pedig növényi alapú gyógyszerek előállítására irányuló kutatásaival doktori címet. 1977–80 között az egyetem gyógynövény-kutató laboratóriumában dolgozik; 1980–91 között a Maros megyei takarmánynövény-ellenőrző laboratóriumban. 1991-től a marosvécsi kastélyban elhelyezett kórház-otthon igazgatója.

## Munkássága
Első szaktanulmányát 1978-ban a Note Botanice című folyóiratban közölte. További, főként természetvédelmi tárgykörű írásai legnagyobbrészt a marosvásárhelyi Népújságban jelentek meg. Vizsgálta a Madarasi Hargita procianidin tartalmú növényeit (Note Botanice, 1978), s 1982-ben és 1987-ben két gyógynövény alapú gyógyszerét szabadalmaztatta. A kilencvenes évek elejétől kutatási területe átterjedt az értelmi fogyatékosok ápolásának és gondozásának problémáira is: 
1992-ben és 1994-ben Németországban, 1993-ban az Egyesült Államokban és Franciaországban, 1995-ben Angliában, 1994–2001 között Svájcban vett részt szakmai tanácskozásokon, konferenciákon.
Társszerzője egy 1999-ben Marosvásárhelyen megjelent botanikai kompendiumnak.

## Művei
- Gyógyító füvek, fák; szerk. Kuti Márta; Mentor, Marosvásárhely, 2000
- Mérgező növények kézikönyve; Mentor, Marosvásárhely, 2003
- Gyógyító teák; Studium, Marosvásárhely, 2012
- Növényszervezettan. Egyetemi jegyzet; 2. bőv. kiad.; Studium–Sapientia EMTE, Marosvásárhely, 2016